# Alburnoides taeniatus
Alburnoides taeniatus és una espècie de peix cipriniforme de la família dels ciprínids.

## Morfologia
Els mascles poden assolir els 9 cm de longitud total.

## Distribució geogràfica
Es troba al territori de l'antiga URSS.